# San Bartolomeo all'Isola
San Bartolomeo all’Isola, bazilika svatého Bartoloměje na ostrově je titulární kostel v Římě na Tiberském ostrově, nedaleko od Teatro di Marcello pod Kapitolem. Byl založen krátce po roce 997 císařem Otou III. a původně zasvěcen jeho příteli svatému Vojtěchovi. Jeho kamenný reliéf před hlavním oltářem je jeho nejstarší známou podobiznou.

## Historie

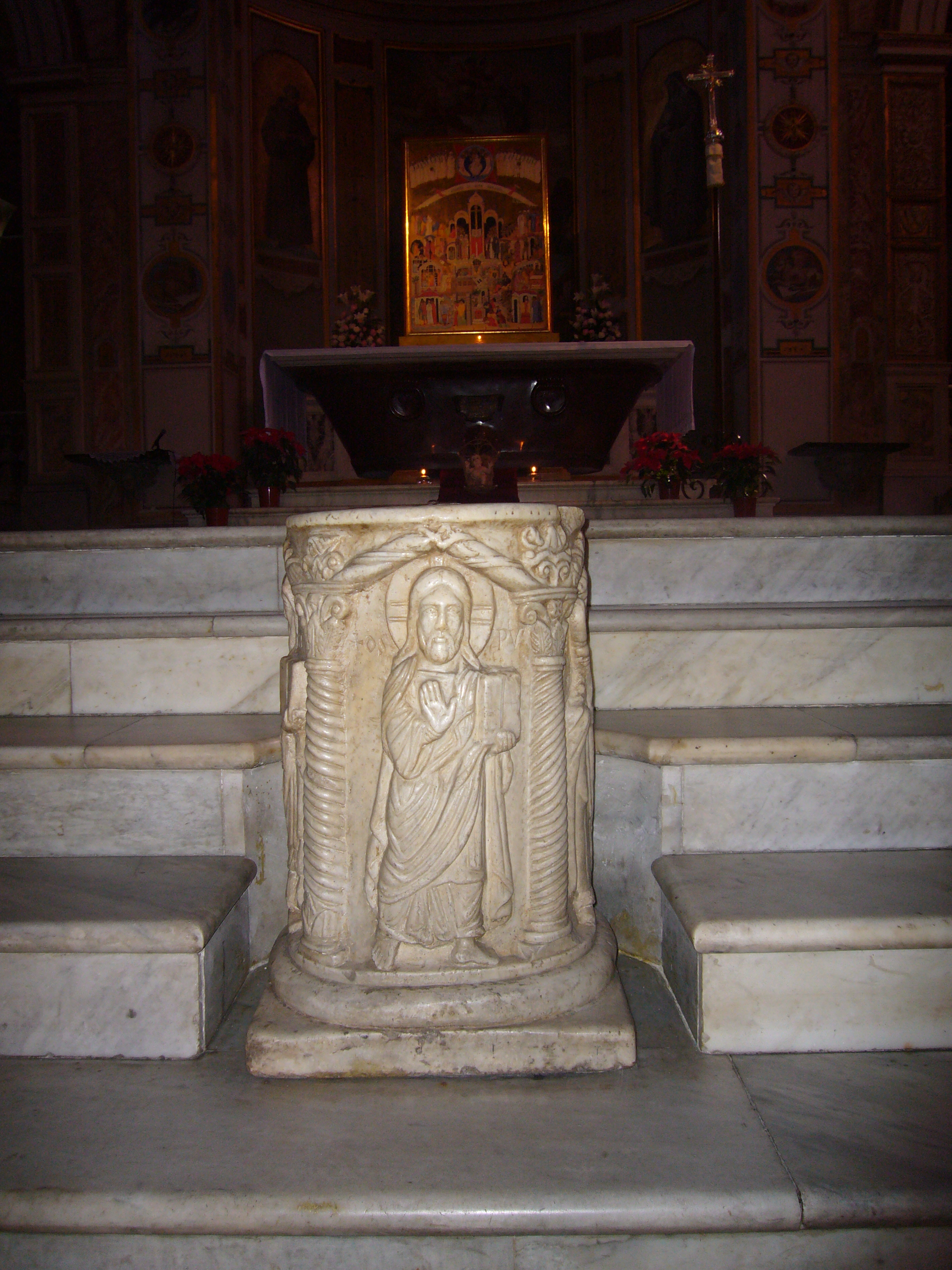
Mramorová kašna s reliéfy Krista, sv. Vojtěcha a Oty III.

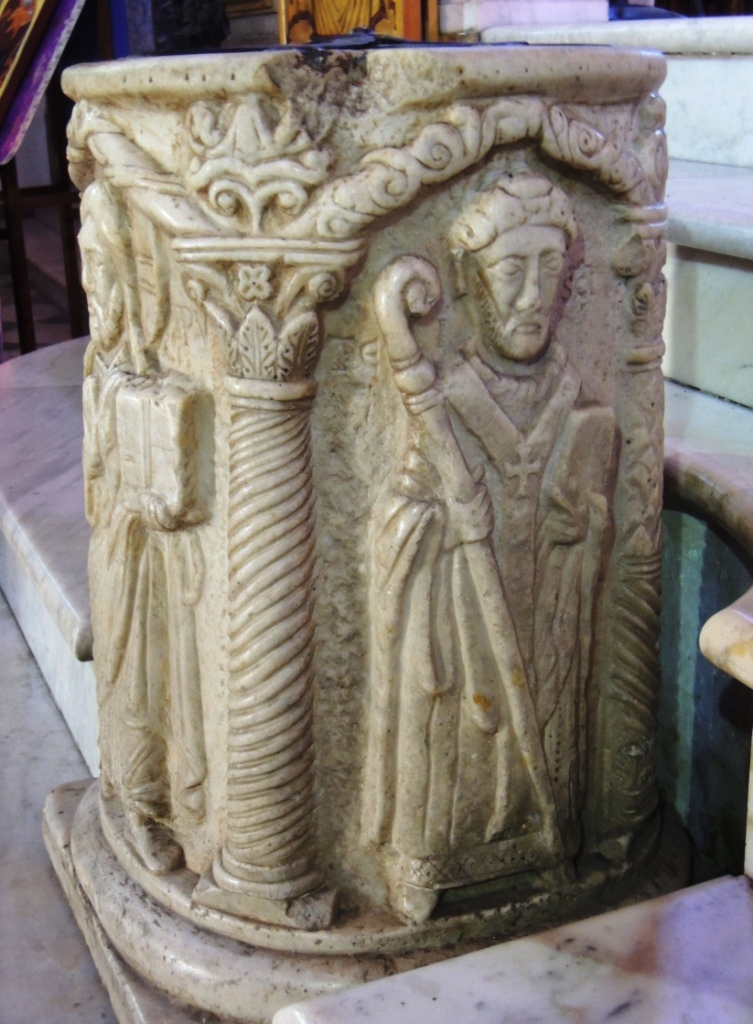
Reliéf sv. Vojtěcha na mramorové kašně v kostele

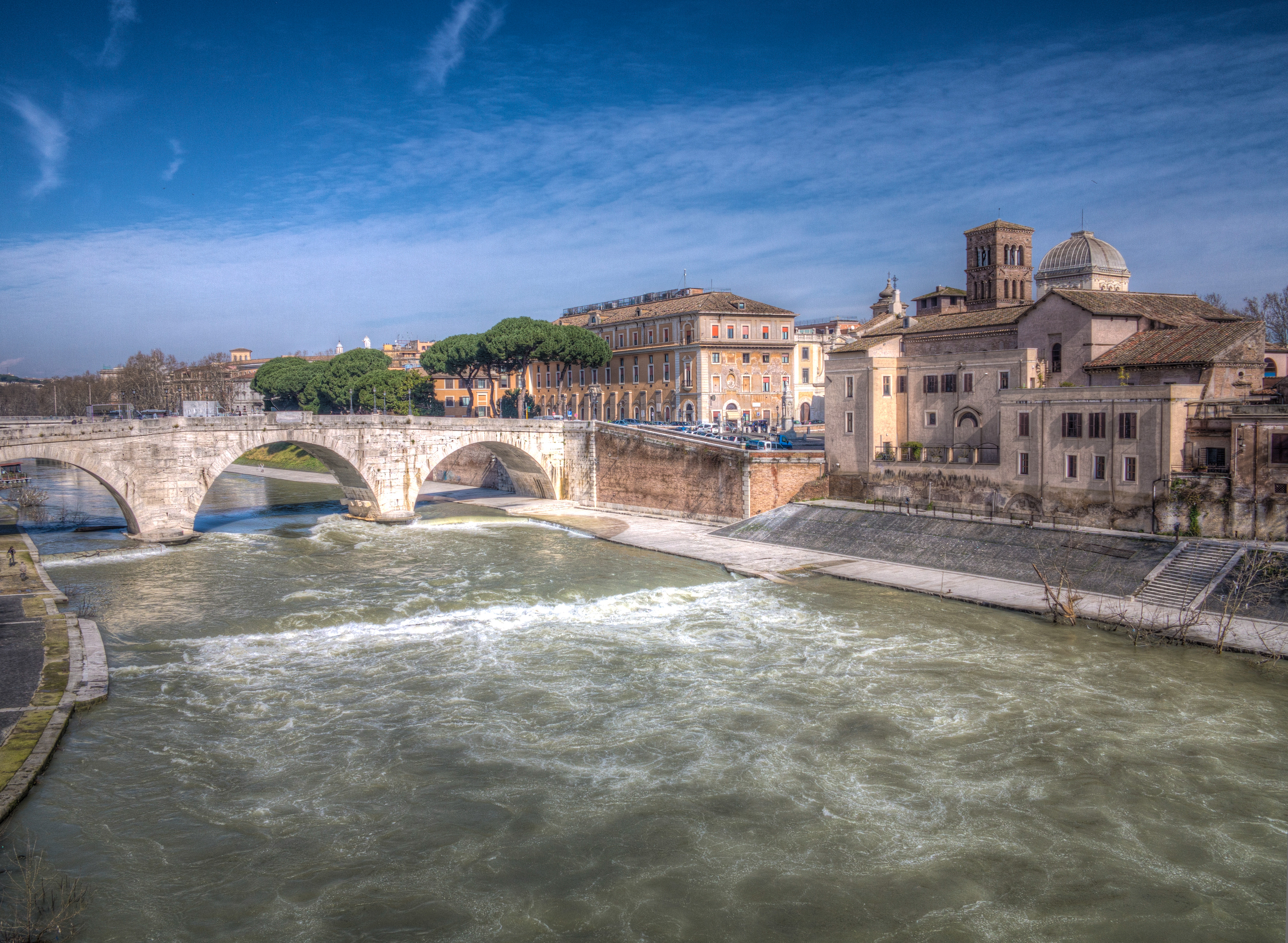
Isola Tiberina, vpravo bazilika sv. Bartoloměje

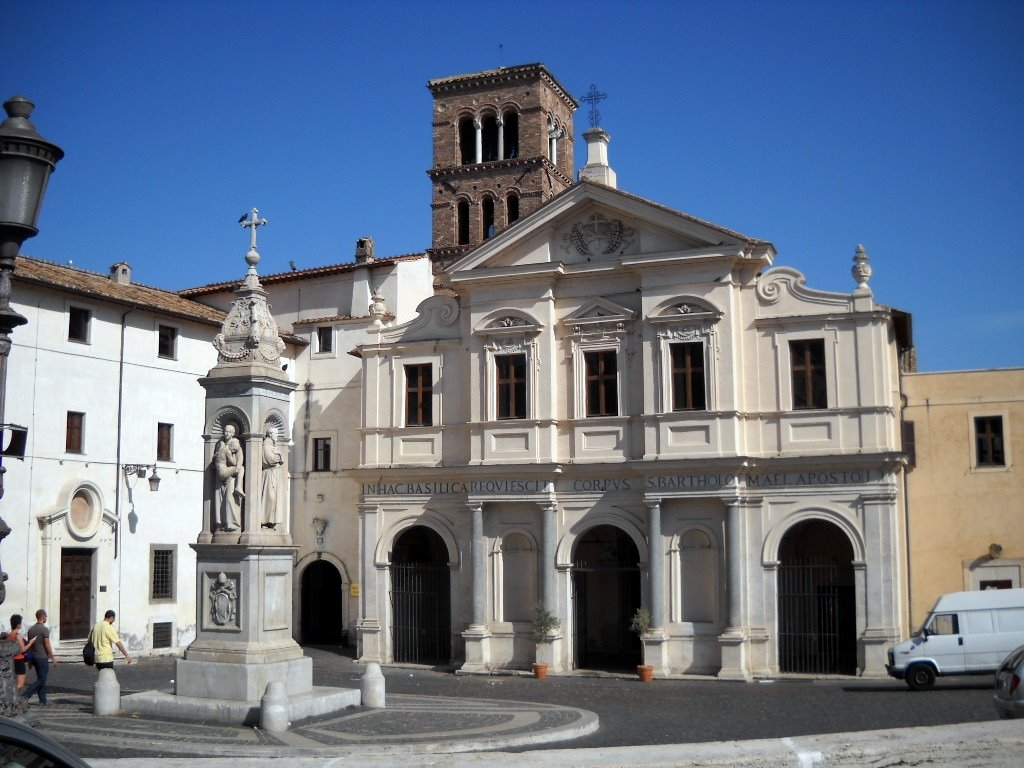
Bazilika sv. Bartoloměje, průčelí

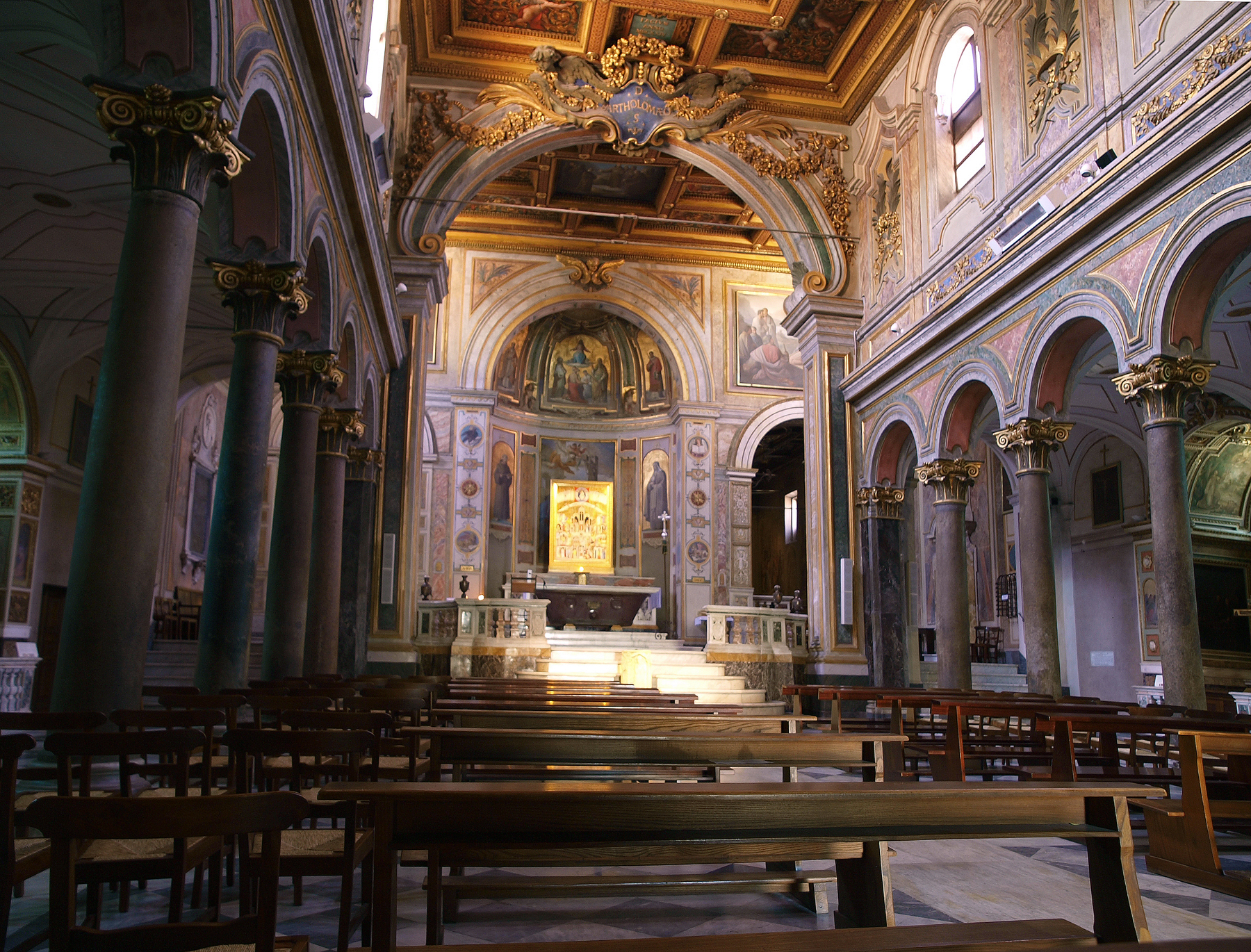
Interiér

Celý ostrov je významnou archeologickou lokalitou antického Říma. Patřil rodině Tarquinia Superba, která jej dala obložit mramorem, takže měl podobu lodi. Její „příď“ se substrukcí zdiva mostu Ponte Rotto se na jižním konci ostrova zachovala.
Na místě dnešního kostela stál ve starověku chrám boha lékařství Aesculapa, z něhož se dochovaly zbytky zdiva východně od stojícího kostela. Kostel sv. Vojtěcha dal postavit císař Ota III. na památku umučení sv. Vojtěcha z r. 997. Chrám byl obnoven roku 1113 a 1180, kdy byl přesvěcen na svatého Bartoloměje, protože získal jeho ostatky, přivezené z Arménie do Beneventa roku 809. Kostel byl těžce poškozen povodní v roce 1557 a opraven podle plánů Martina Longhiho roku 1583. Při opravě roku 1624 dostal nové barokní průčelí od O. Torrianiho. Další oprava proběhla roku 1852, podíleli se na ní čeští umělci, kteří vyzdobili apsidu severní boční lodi. Od roku 1993 je kostel ve správě společenství Sant'Egidio a roku 2002 jej papež Jan Pavel II. při ekumenické bohoslužbě zasvětil křesťanským mučedníkům 19. a 20. století.

## Popis
Trojlodní bazilika ve tvaru písmene T je 45 m dlouhá a 22 m široká (hlavní loď 12 m). Boční lodě odděluje 14 starověkých sloupů, hlavní loď má plochý kazetový strop s bohatou raně barokní výzdobou. Autorem fresek je Antonio Carracci a Giovanni Battista Mercati. Hlavní loď má ve stupních schodiště ke kněžišti vsazenou válcovou mramorovou kašnu nad studnou (tzv. piscina) s reliéfy žehnajícího Krista Vševládce, sv. Bartoloměje, sv. Vojtěcha a císaře Oty III. ze 12. století. V chóru se dochovaly zbytky mozaiky a tumba hlavního oltáře je starověká porfyrová vana.
- Ze hřbitova se dochovalo několik náhrobků.
- Zvonice za kostelem je pozůstatek středověkého hradu, který si zde postavila mocná rodina Pantaleoni.